# Anthurium venadoense
Anthurium venadoense är en kallaväxtart som beskrevs av Thomas Bernard Croat. Anthurium venadoense ingår i släktet Anthurium och familjen kallaväxter. Inga underarter finns listade.